# Oster (řeka)
Oster (ukrajinsky Остер, rusky Остёр [Osťor] nebo rusky Востр [Vostr]) je řeka v Černihivské oblasti na Ukrajině. Je 199 km dlouhá. Povodí má rozlohu 2950 km².

## Průběh toku
Teče přes Podněprskou nížinu. Ústí zleva do Desny (povodí Dněpru).

## Vodní režim
Zdrojem vody jsou převážně sněhové srážky. Průměrný průtok vody ve vzdálenosti 27 km od ústí činí 3,2 m³/s.

## Využití
Na středním toku byla vybudována zdymadla, pomocí nichž se voda dostává do řeky Trubiž. Níže byla postavena vodní elektrárna. Na řece leží města Nižyn a Oster.